# Мішустін Сергій Васильович
Сергій Васильович Мішустін (29 серпня 1946, Київ) — український дипломат. Надзвичайний та Повноважний Посол України

## Біографія
Народився 29 серпня 1946 року в Києві. У 1971 році закінчив Київський державний університет ім. Т. Г. Шевченка, за фахом «перекладач-референт» та
«викладач французької мови». Володіє також англійською мовою.
У 1968–1969 — перекладач французької мови групи спеціалістів в Алжирській Народній Демократичній Республіці.
У 1971–1973 — перекладач французької мови групи спеціалістів в Конго, Браззавіль.
У 1974–1979 та 1984–1992 — старший, провідний, головний інспектор Управління іноземних студентів, аспірантів, стажистів і зовнішніх зв'язків Міністерства
вищої і середньої спеціальної освіти УРСР.
У 1979–1983 — міжнародний чиновник Бюро персоналу Секретаріату ООН в Нью-Йорку за квотою України.
У 1992–1995 — завідувач сектору, відділу, начальник відділу різних структурних підрозділів МЗС України.
У 1995–1999 — радник Посольства України в Королівстві Бельгія.
У 2002–2007 — радник, радник-посланник цього ж Посольства.
У 2005–2006 — Тимчасовий Повірений у справах України в Королівстві Бельгія.
У 2006 — радник-посланник Посольства України в Королівстві Бельгія.
З 12.01.2007 — 11.11.2011 — Надзвичайний та Повноважний Посол України в Габоні.
З 01.09.2011 — 11.11.2011 — Надзвичайний та Повноважний Посол України в Демократичній Республіці Конго за сумісництвом за сумісництвом.

## Нагороди та відзнаки
- Почесна грамота МЗС України (2001)
- Почесна відзнака МЗС України ІІІ ступеня (2004).